# Stopplaats Bleiswijk-Kruisweg
Stopplaats Bleiswijk-Kruisweg (telegrafische code: bwk) is een voormalig stopplaats aan de Nederlandse spoorlijn Gouda - Den Haag, destijds aangelegd en geëxploiteerd door de Nederlandsche Rhijnspoorweg-Maatschappij (NRS). De stopplaats lag ten noorden van de plaats Bleiswijk nabij de buurtschap Kruisweg. Aan de spoorlijn werd de stopplaats voorafgegaan door halte Zevenhuizen-Moerkapelle en gevolgd door station  Soetermeer-Zegwaard. Stopplaats Bleiswijk-Kruisweg werd geopend op 1 mei 1870 en gesloten op 15 mei 1938. Ten tijde van de sluiting van de stopplaats werd de verlenging van de A12 tussen Zoetermeer en Utrecht geopend en de spoorlijn Gouda - Den Haag geëlektrificeerd.
-3,0: Gouda ·
2,0: Zuidplaspolder ·
6,3: Zevenhuizen-Moerkapelle ·
9,1: Bleiswijk-Kruisweg ·
10,8: Lansingerland-Zoetermeer ·
12,6: Zoetermeer Oost ·
13,7: Zoetermeer ·
19,3: Nootdorp Noord ·
19,7: Den Haag Ypenburg ·
22,2: Voorburg ·
25,1: Den Haag SS ·
25,1: Den Haag Centraal